# IC 1857
IC 1857 је спирална галаксија у сазвјежђу Ован која се налази на листи објеката дубоког неба у Индекс каталогу.
Деклинација објекта је + 14° 37' 12" а ректасцензија 2h 49m 38,8s. Привидна величина (магнитуда) објекта IC 1857 износи 14,3 а фотографска магнитуда 15,1. IC 1857 је још познат и под ознакама UGC 2312, MCG 2-8-13, CGCG 440-16, PGC 10715.